# Dianthus urumoffii
Dianthus urumoffii är en nejlikväxtart som beskrevs av Stoyanoff och Achtaroff. Dianthus urumoffii ingår i släktet nejlikor, och familjen nejlikväxter. Inga underarter finns listade i Catalogue of Life.